# San Fernando, Guerrero
San Fernando är en ort i Mexiko.   Den ligger i kommunen Coyuca de Catalán och delstaten Guerrero, i den södra delen av landet, 230 km sydväst om huvudstaden Mexico City. San Fernando ligger 378 meter över havet och antalet invånare är 190.
Terrängen runt San Fernando är kuperad åt sydväst, men åt nordost är den platt. Runt San Fernando är det glesbefolkat, med 8 invånare per kvadratkilometer. Närmaste större samhälle är Paso de Arena, 8,1 km nordost om San Fernando. I omgivningarna runt San Fernando växer huvudsakligen savannskog.